# أدريان بيريل
أدريان بيريل (8 ديسمبر 1960 في جنوب أفريقيا - ) (بالإنجليزية: Adrian Birrell)‏ هو لاعب كريكت جنوب أفريقي. لعب مع Eastern Province (cricket team) ‏.

## وصلات خارجية
- أدريان بيريل على موقع إي آس بي آن كريك إنفو (الإنجليزية)